# Indijanska mitologija
Indijanska mitologija se sastoji od priča koje su američki Indijanci, tijekom mnogih stoljeća, usmeno prenosili iz naraštaja u naraštaj. Te priče objašnjavaju kako je svijet postao takvim kakav je sada. .

## Sve je sveto
Za Indijance je sve u prirodi međusobno povezano: ljudi, stijene, drveće, životinje. Čovjek se može pretvoriti u kamen ili životinju, ali i obrnuto. Tradicija se razlikuje ovisno o području na kojem živi pojedino pleme, ali glavno im je vjerovanje zajedničko.

## Šamani
Ti ljudi istodobno su svećenici i iscjelitelji. Mogu razgovarati s duhovima u snu ili u viziji. Obično su duhovi nevidljivi, ali ponekad uzmu ljudski ili životinjski lik. Prepoznati ih mogu samo šamani. Šaman može zatražiti pomoć duha, a može ga i otjerati. Ako je čovjek bolestan, to je zato što mu je neki duh ušao u tijelo. Šaman može otkriti duha koji je kriv za bolest i natjerati ga da izađe iz čovjeka.

## Dolazak Europljana
Dolazak Europljana u 17. stoljeću znatno je izmijenio život Indijanaca. Malo-pomalo oduzimali su im zemlju i tlačili ih pa ih sada više nema puno. Etnolozi (ljudi koji proučavaju narode, njihovu kulturu i običaje) strpljivo su prikupljali priče koje su pripovjedali stari Indijanci kojima je tradicija još bila svježa u sjećanju.

## Nastanak Zemlje

### U IndijanacaAssiniboine
U davno doba postojala je samo voda. Iktomi, istodobno čovjek i pauk, odluči stvoriti kopno. Ali kako to učiniti? Zapovjedi različitim životinjama da siđu na samo dno oceana, ali ono je tako duboko da ni jedna od njih ne uspije sići. Iktomi na kraju pokuša sa štakorom: "Zaroni i donesi mi malo zemlje!" Životinja posluša i nestane pod vodom. Ostao je štakor tamo dolje vrlo dugo. Napokon izroni, ali mrtav. Iktomi ipak nađe malo blata ispod pandža nesretne životinje koja se uspjela spustiti na samo dno oceana. Iktomi od njega načini kopno.

### UČejena
Prema čejenskim mitovima, Veliki Duh ili Manitu - jedna vrsta boga - stvorio je ocean, ribe i morske ptice. Ptice - umorne od neprestana leta - požele naći mjesto gdje bi se mogle malo odmoriti i vratiti snagu. Jedna od njih zaroni na dno oceana i donese malo blata. Veliki Duh ga počne mijesiti u rukama. Malo-pomalo, grumen je postajao sve veći. Jedna ga kornjača stavi na leđa. I tako je nastala Zemlja.

## Prvi ljudi
Indijanci plemena Navajo misle da su praljudi bili nalik njima, ali su imali zube, pandže i noge divljih životinja. Tada su bogovi odlučili stvoriti nove ljude.

### Neobičan susret
Jednoga dana pred praljudima se pojave četiri neobična boga. Nalikovali su današnjim ljudima, ali svaki od njih bio je druge boje: Bijelo Biće, Plavo Biće, Žuto Biće i Crno Biće. Ta su četiri boga vrlo teško komunicirala s praljudima. Nakon nekog vremena, Crno Biće im reče: "Želimo stvoriti nova bića na svoju sliku."

### Perje i kukuruz
Dvanaest dana kasnije, četiri boga se ponovno pojave pred ljudima. Bijelo Biće nosilo je dva zrela klipa: jedno je bilo od bijelog kukuruza, a drugo od žutoga. Bogovi prostru na zemlju jelensku kožu, glave okrenute na zapad. Na nju stave kukuruz: ispod bijelog klipa bijelo orlovo pero, a ispod žutog klipa žuto orlovo pero. Sve to prekriju drugom kožom, glave okrenute na istok.

### Vjetar koji daje život
Bogovi potom odmaknu ljude da bi vjetar mogao proći. Bijeli vjetar sa zapada uđe između dvije kože i orlova se pera počnu micati. Bogovi potom podignu gornju kožu. Klip bijelog kukuruza pretvorio se u prvoga muškarca, a klip žutog kukuruza u prvu ženu. Vjetar im je udahnuo životni dah.

## Mitološka bića
Najpoznatija indijanska mitološka bića su: Duh vjetra, Ptica-grom, Iktomi, Veliki Duh ili Manitu, Duh neba, kojot... Taj kojot je ukrao Sunce i Mjesec i postavio ih na nebo. Ptica-grom stvara munje i često priskače u pomoć Indijancima.

## Vanjske poveznice
Native American Figures of Myth and Legend 